# Rynek Podgórski w Krakowie
Rynek Podgórski – plac w Krakowie, w dzielnicy XIII Podgórze, w Podgórzu.
Wytyczony został w 1785 podczas lokacji miasta Podgórza jako rynek miejski, w miejscu krzyżowania się dróg, u podnóża wzgórza Lasoty. Prowadziły tędy jeszcze średniowieczne szlaki od przeprawy a potem mostu (dzisiejsza ul. Staromostowa) przez Wisłę z Krakowa i Kazimierza do Wieliczki (dzisiejsza ul. Rękawka), do Wieliczki i Woli Duchackiej (dzisiejsza ul. Parkowa), na południe i zachód, na Śląsk, do Lanckorony i Kalwarii (dzisiejsza ul. J. Zamoyskiego) oraz trakt cesarski.
Początkowo prostokątny ostatecznie do końca XIX wieku uformował się w dzisiejszym kształcie trójkąta o wymiarach ok. 135x135x120 m i powierzchni ok. 1,6 ha. 
Zwany Rynkiem następnie Rynkiem Głównym (Rynkiem Małym był drugi rynek miasta Podgórza, dzisiejszy pl. Bohaterów Getta) obecną nazwę otrzymał w 1915 po połączeniu się Krakowa i Podgórza.
W 1917 powstała na rynku pętla tramwaju elektrycznego, linia została przedłużona w 1925 do uzdrowiska Matecznego. Pętlę zlikwidowano w latach 50. XX wieku a tory zostały usunięte. Obecnie linia tramwajowa biegnie wzdłuż północnej pierzei rynku.

## Zabudowa
Północna pierzeja to najstarsze domy, barokowo-klasycystyczne budowle, dawne zajazdy przy trakcie cesarskim i przeprawie przez Wisłę, służące podróżnym. Przy rynku znajdują czynszowe kamienice a także stary i nowy ratusz miasta oraz kościół parafialny.
- Rynek Podgórski 1 (ul. B. Limanowskiego 2) – Drugi ratusz miasta Podgórza, proj. 1838, przebudowa w 1891 według proj. Józefa Kryłowskiego
- Rynek Podgórski 2 – Czynszowa kamienica, proj. 1838, siedziba Krakowskiego Pogotowia Ratunkowego
- Rynek Podgórski 3 – Kamienica czynszowa, proj. 1838
- Rynek Podgórski 4 (ul. Rękawka 1) – dom, proj. 1873
- Rynek Podgórski (ul. J. Zamoyskiego 2) – kościół św. Józefa, proj. Jan Sas-Zubrzycki, 1905
- Rynek Podgórski 6 (ul. J. Zamoyskiego 1) – Kamienica czynszowa, proj. Zygmunt Luks, 1894
- Rynek Podgórski 8 – Kamienica czynszowa, proj. Wandalin Beringer, 1888
- Rynek Podgórski 9 – Kamienica czynszowa, proj. Stanisław Serkowski, 1878
- Rynek Podgórski 10 (ul. Kalwaryjska 1) – Kamienica czynszowa, proj. Stanisław Serkowski, 1884
- Rynek Podgórski 11 (ul. Celna 2) – Dawny zajazd, ok. 1785
- Rynek Podgórski 12 (ul. K. Brodzińskiego 2) – Dom Pod Jeleniami, ok. 1785, w narożniku znajduje się płaskorzeźba przedstawiająca dwa jelenie połączone wspólną głową
- Rynek Podgórski 13 – Dworek Pod Czarnym Orłem ok. 1785, mieścił się nim niegdyś zajazd w którym w lipcu 1829 zatrzymał się Fryderyk Chopin[1]
- Rynek Podgórski 14 – Dworek Pod Białym Orłem, pierwszy ratusz podgórski
- Rynek Podgórski 15 – Kamienica czynszowa, proj. Stanisław Serkowski, 1886

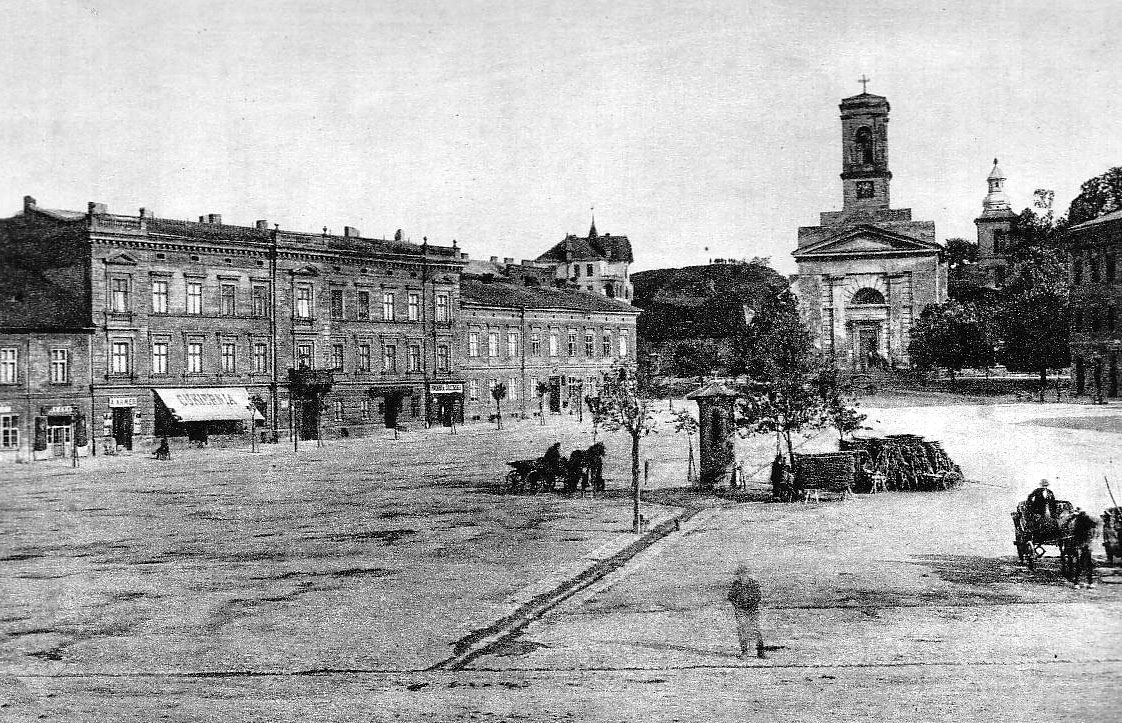
Rynek pod koniec XIX wieku i poprzedni kościół
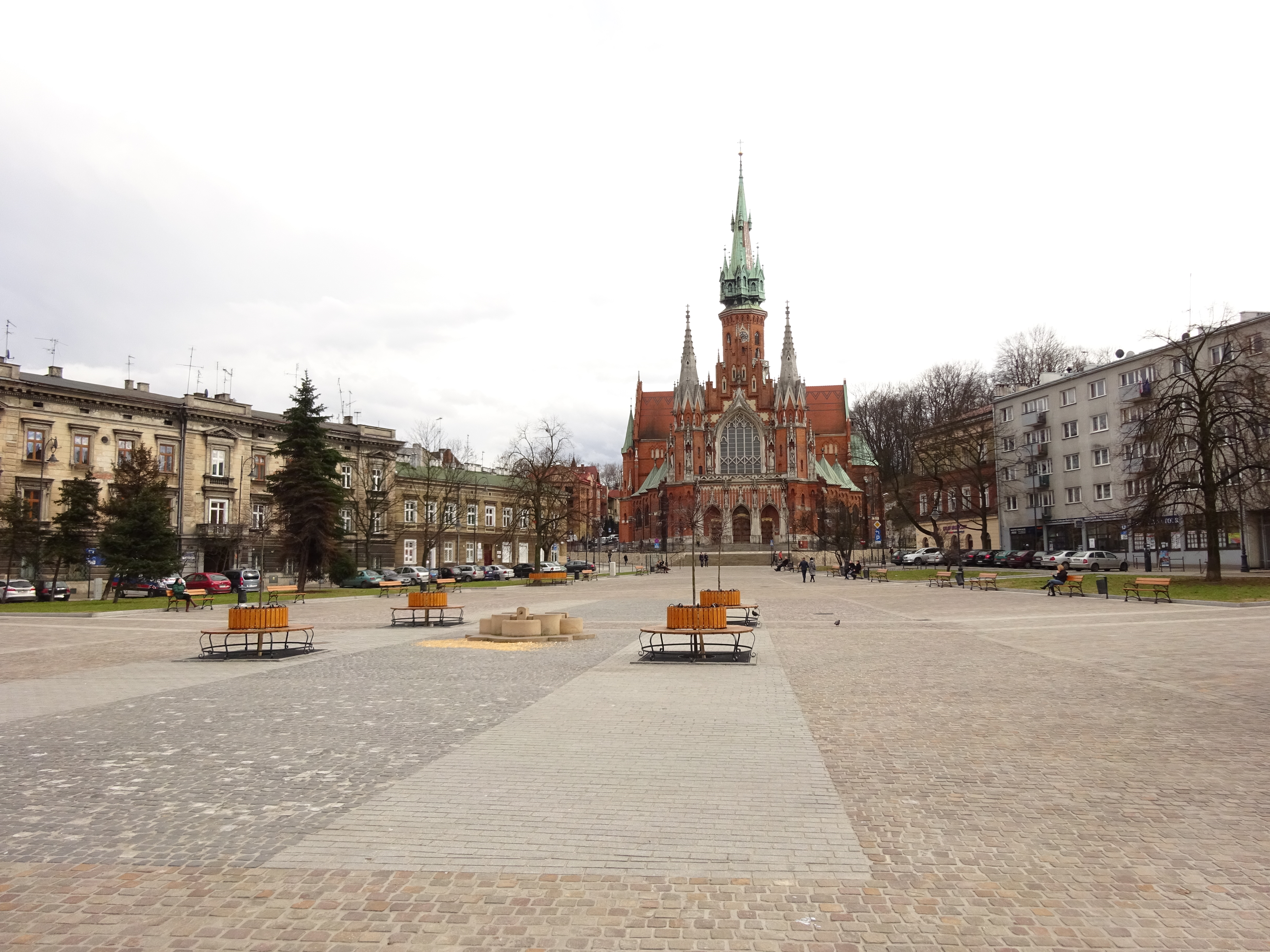
Widok z północy w stronę kościoła św. Józefa
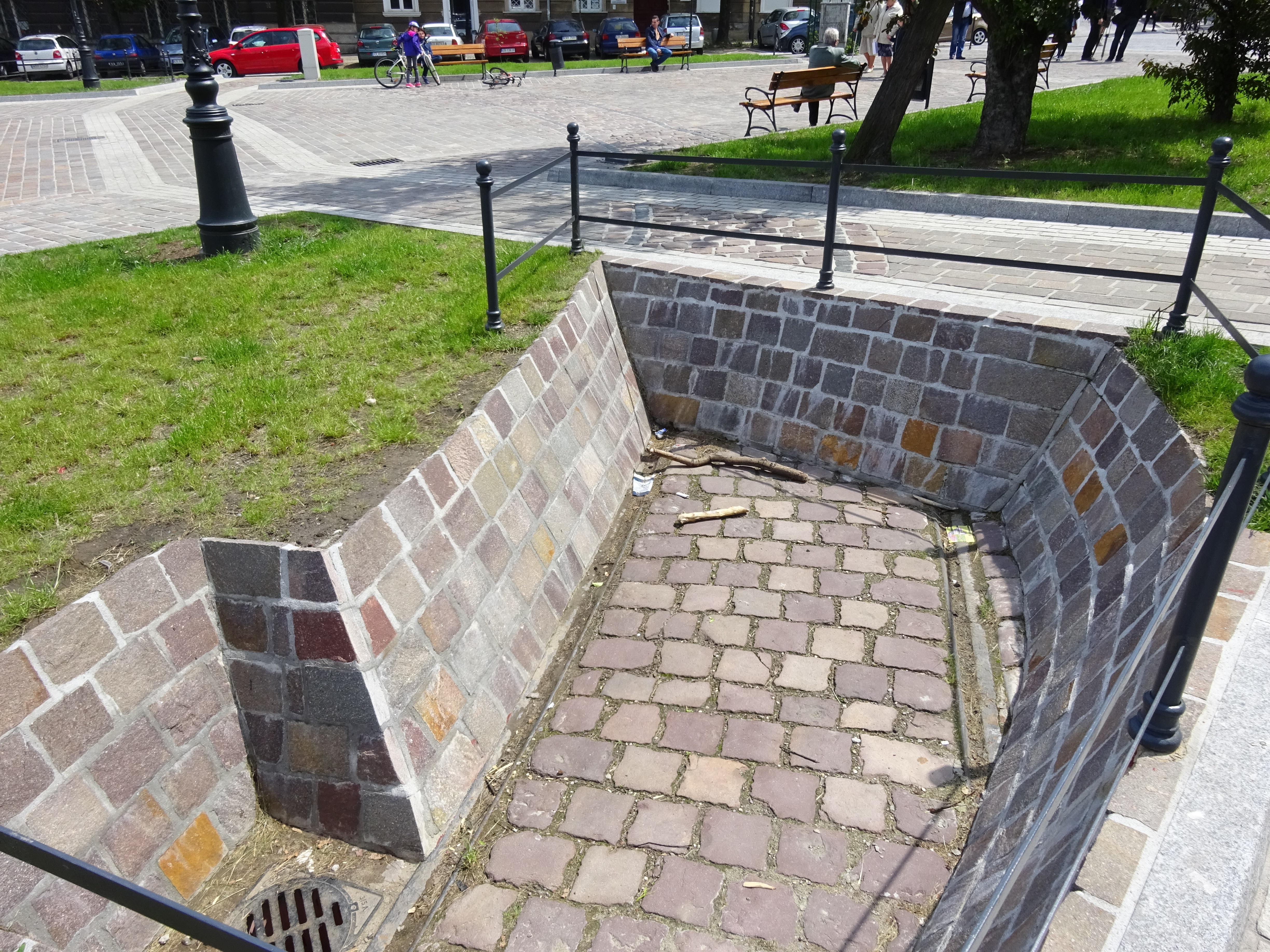
Wyeksponowane po remoncie w 2015 roku, stare tory tramwajowe na Rynku Podgórskim

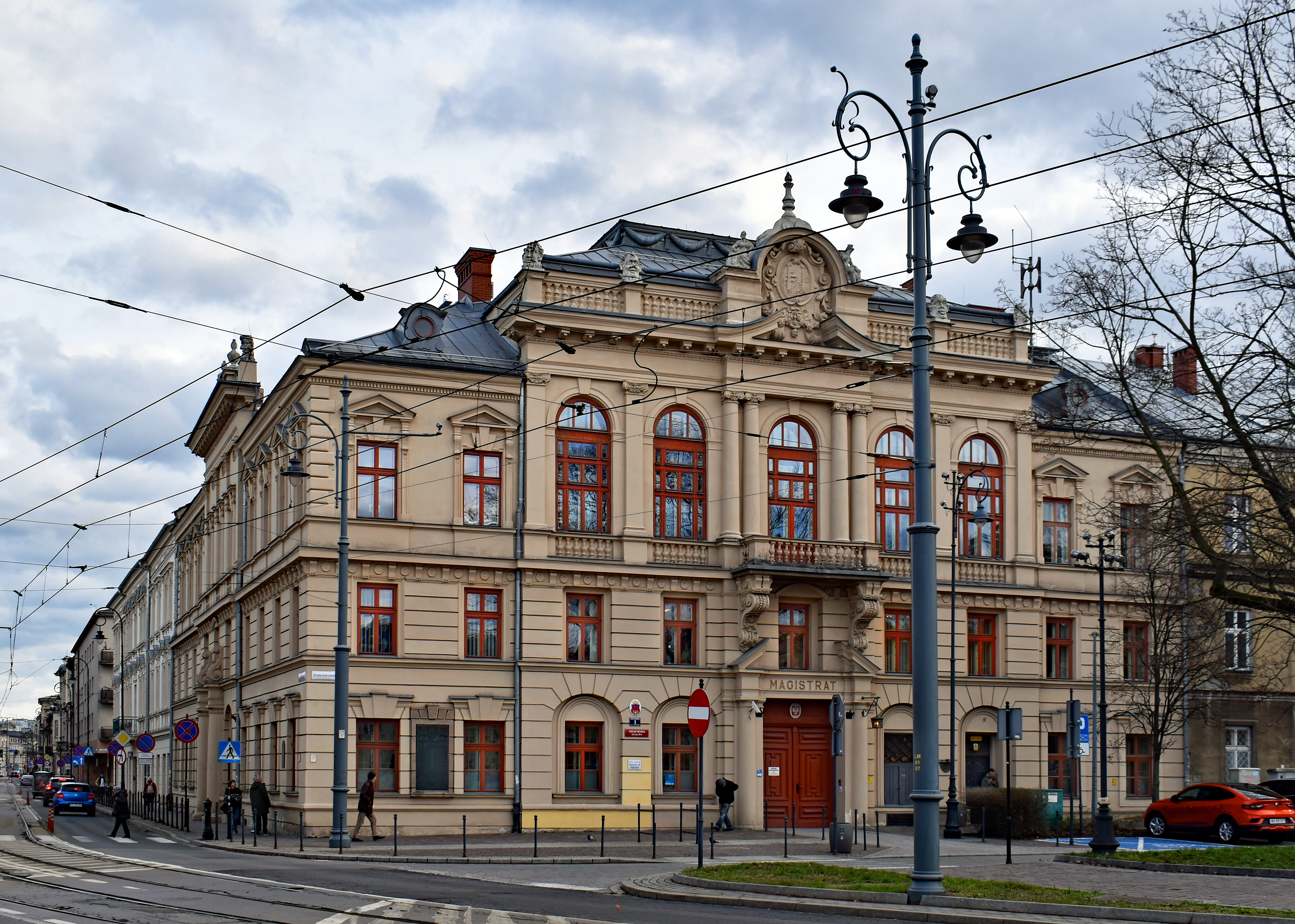
Rynek Podgórski 1 Dawny ratusz miasta Podgórza (drugi)
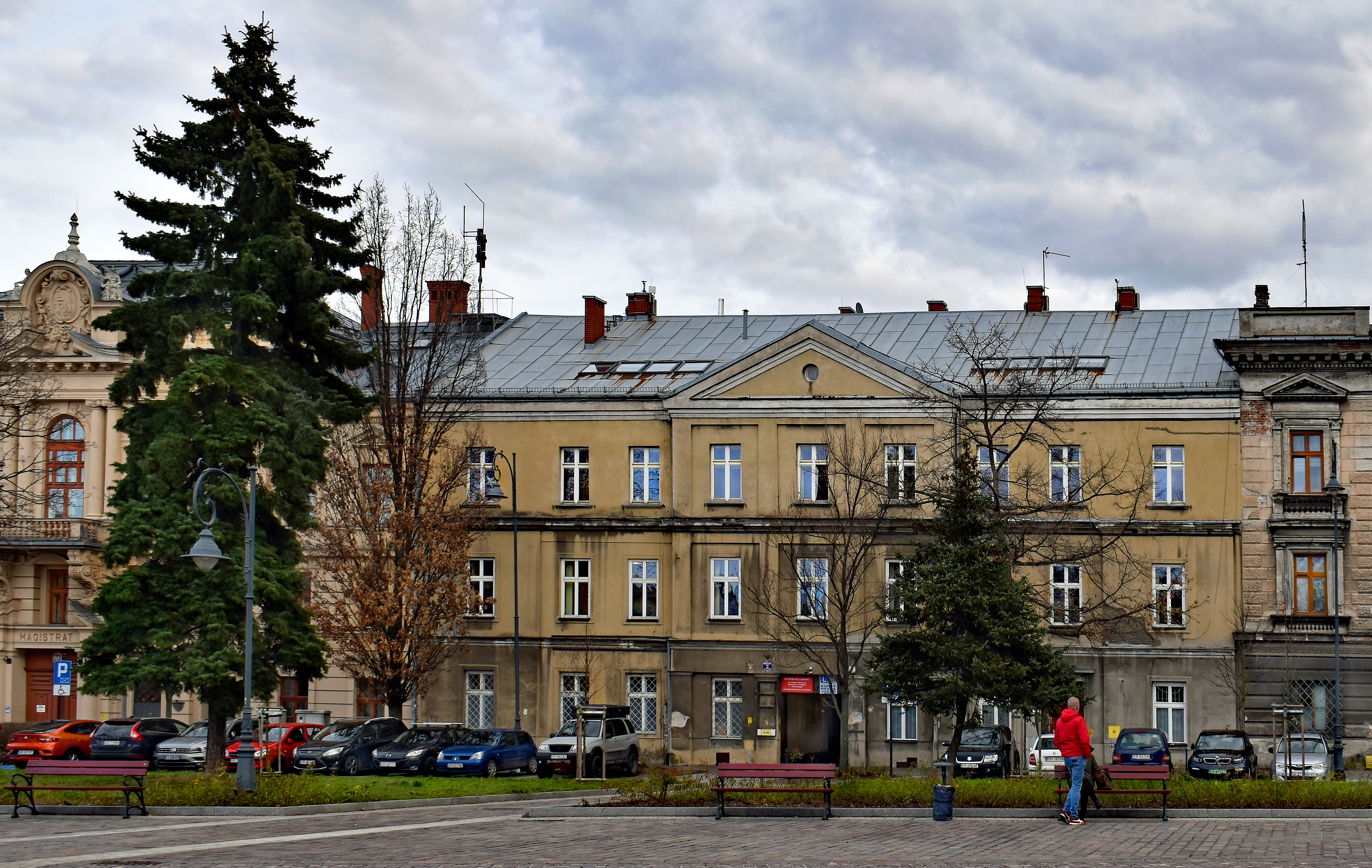
Rynek Podgórski 2 Kamienica
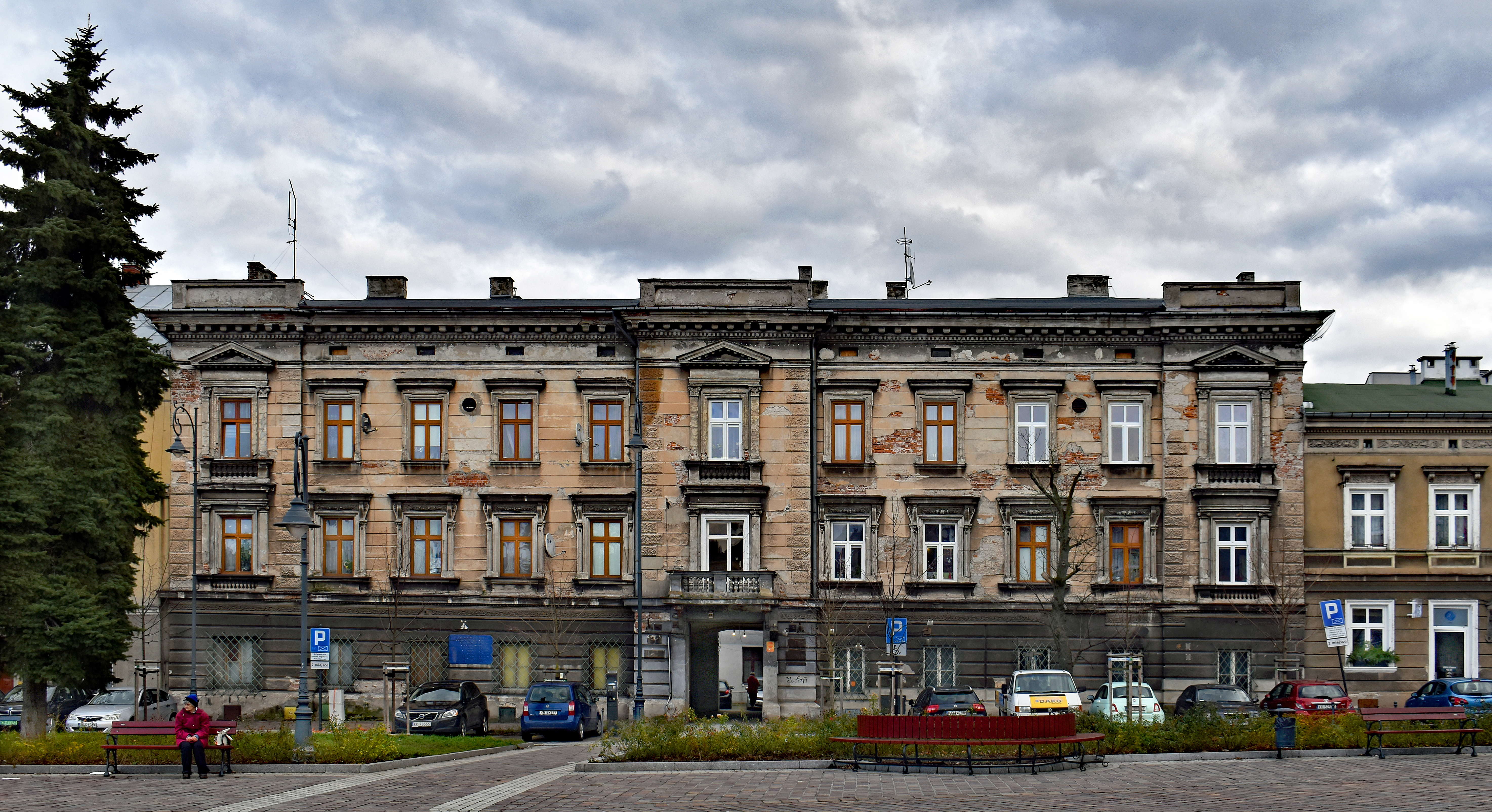
Rynek Podgórski 3 Kamienica
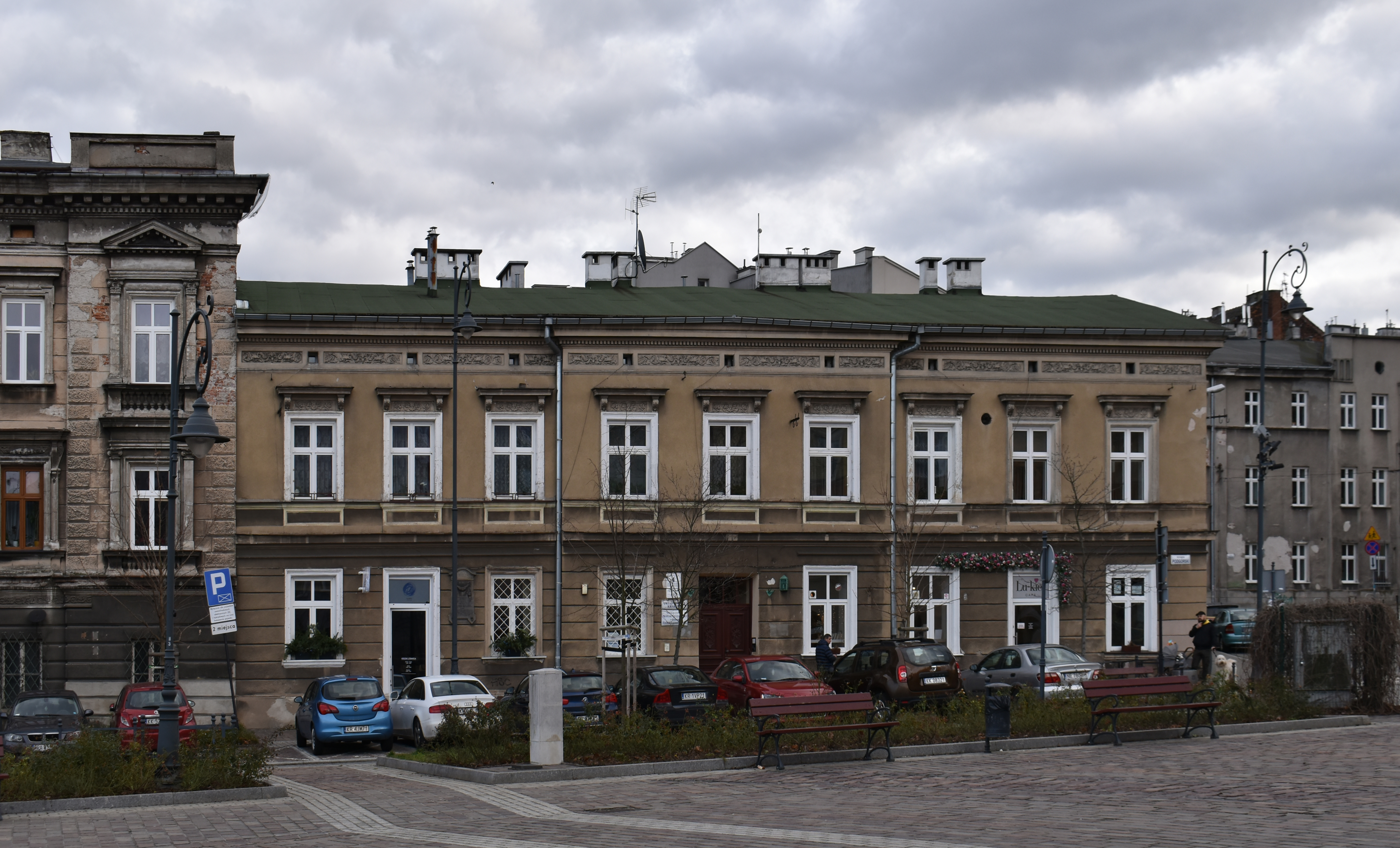
Rynek Podgórski 4 Kamienica
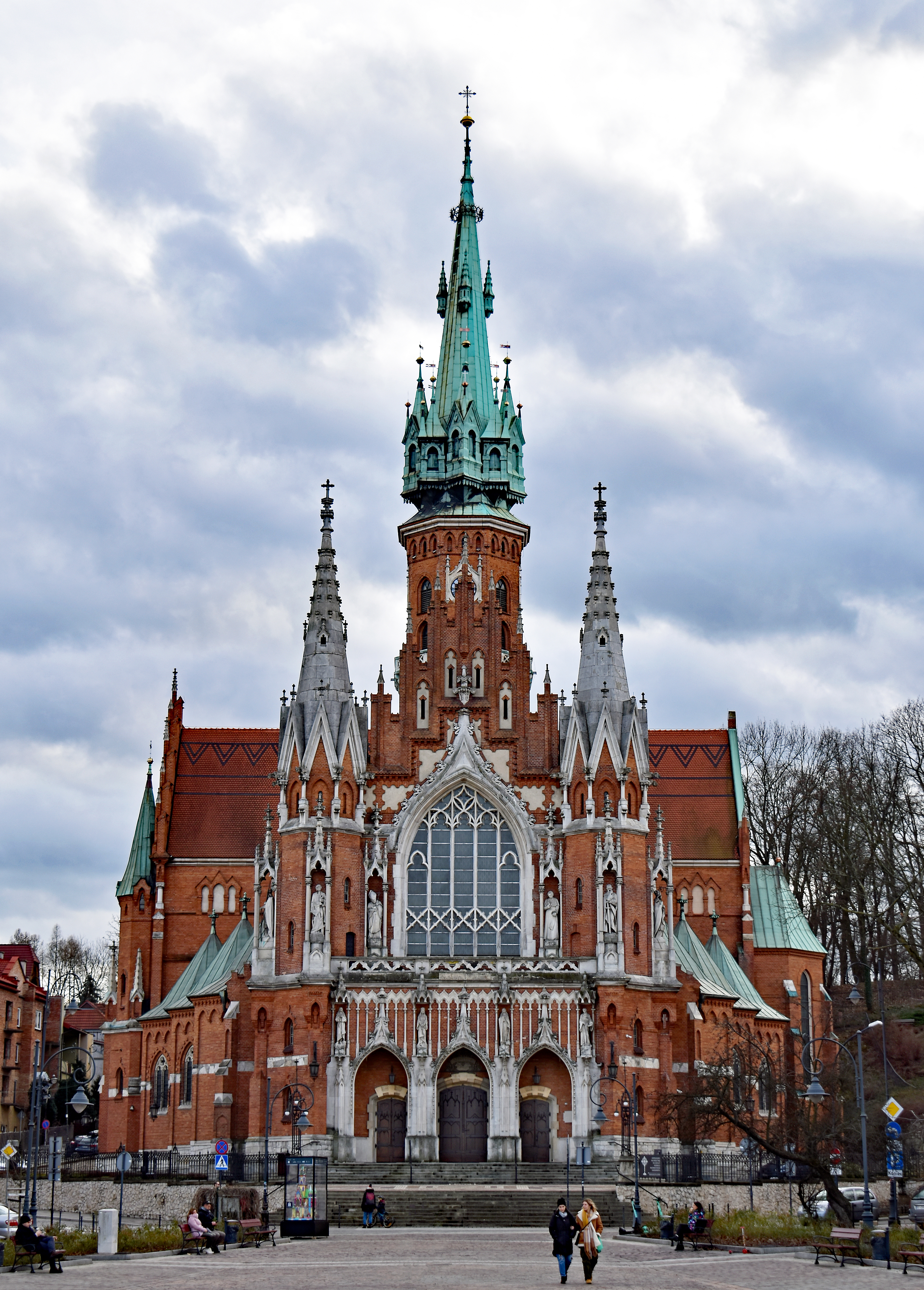
Kościół św. Józefa
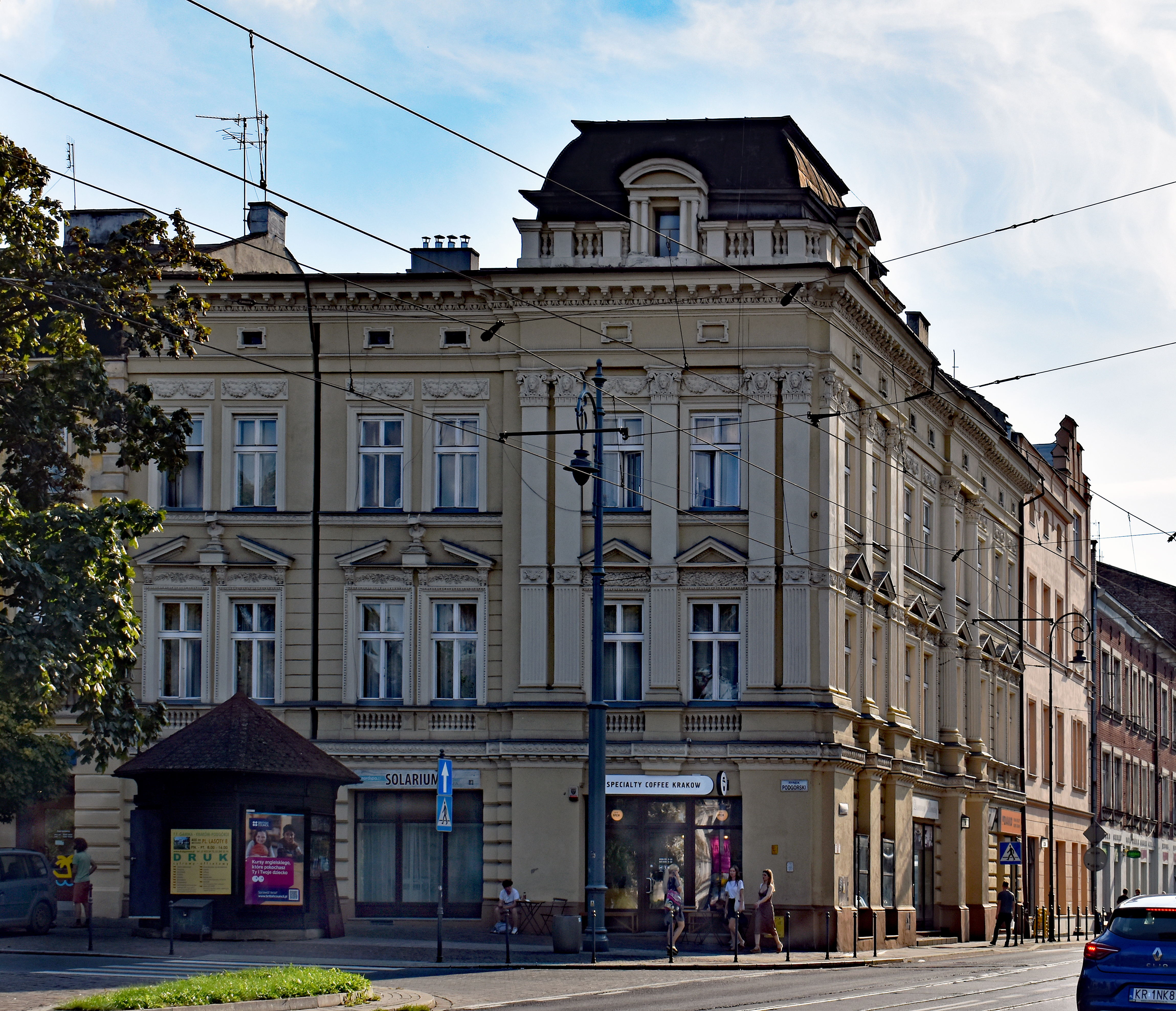
Rynek Podgórski 10 Kamienica
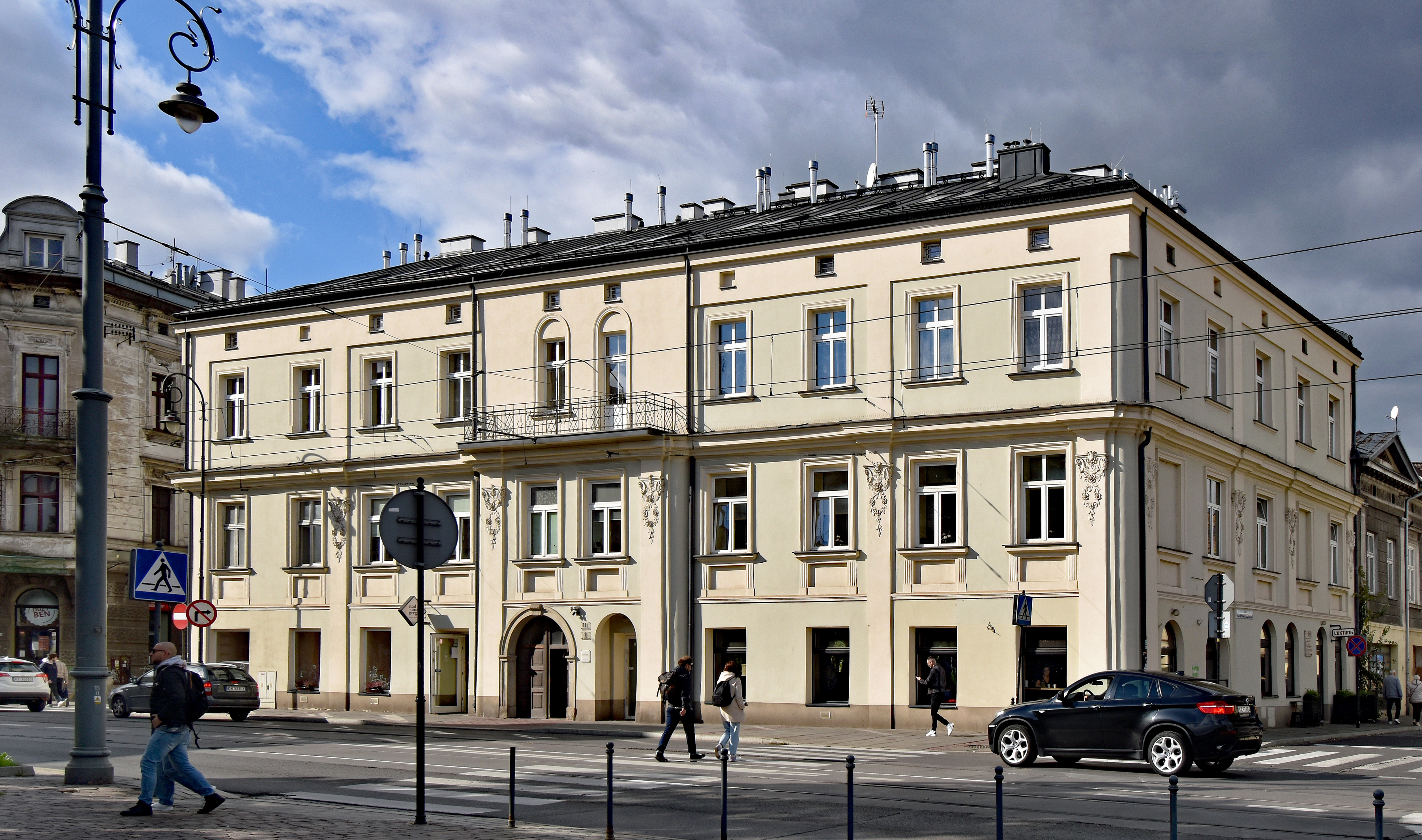
Rynek Podgórski 11 Kamienica, dawny zajazd
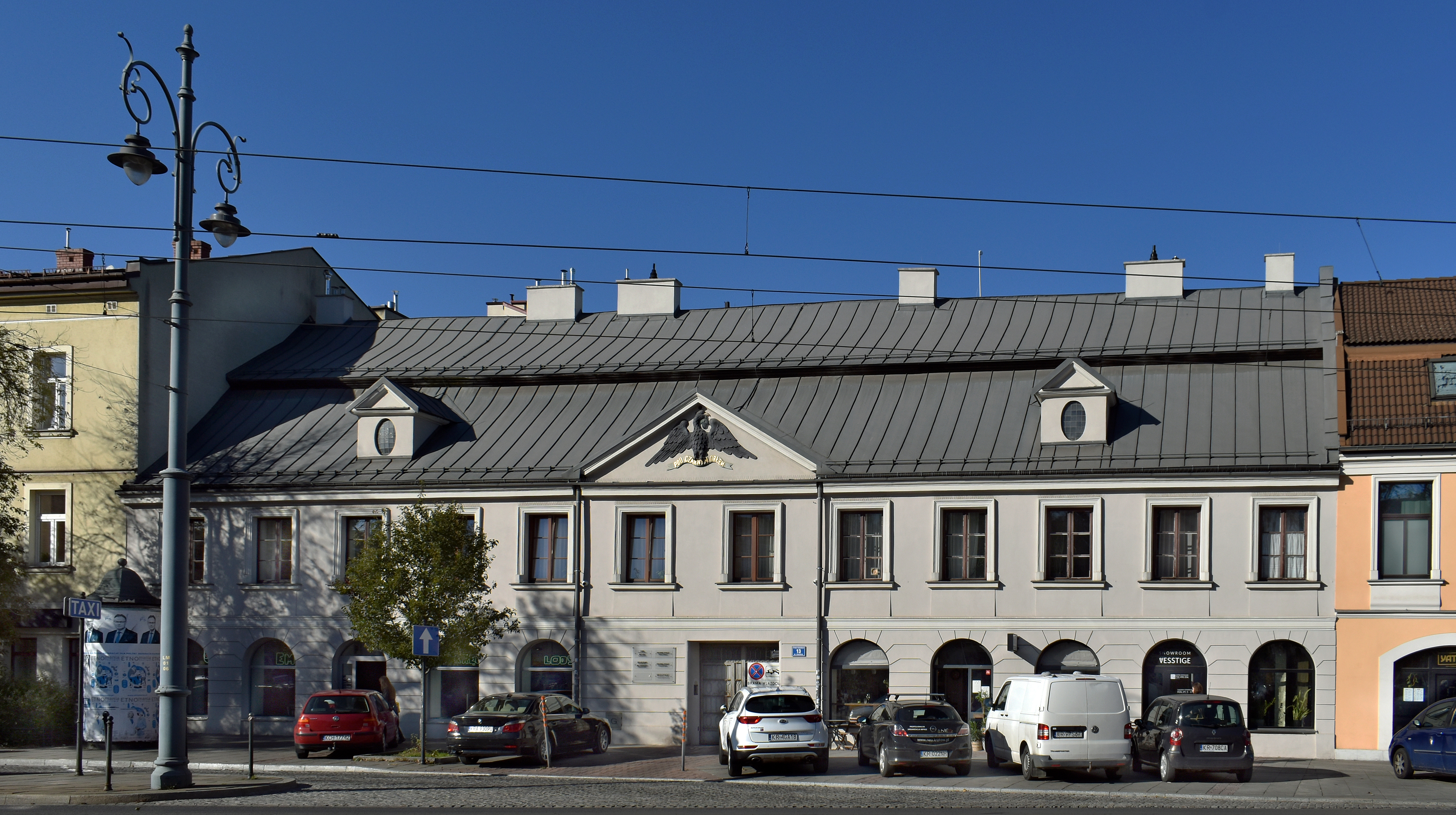
Rynek Podgórski 13 Dworek Pod Czarnym Orłem
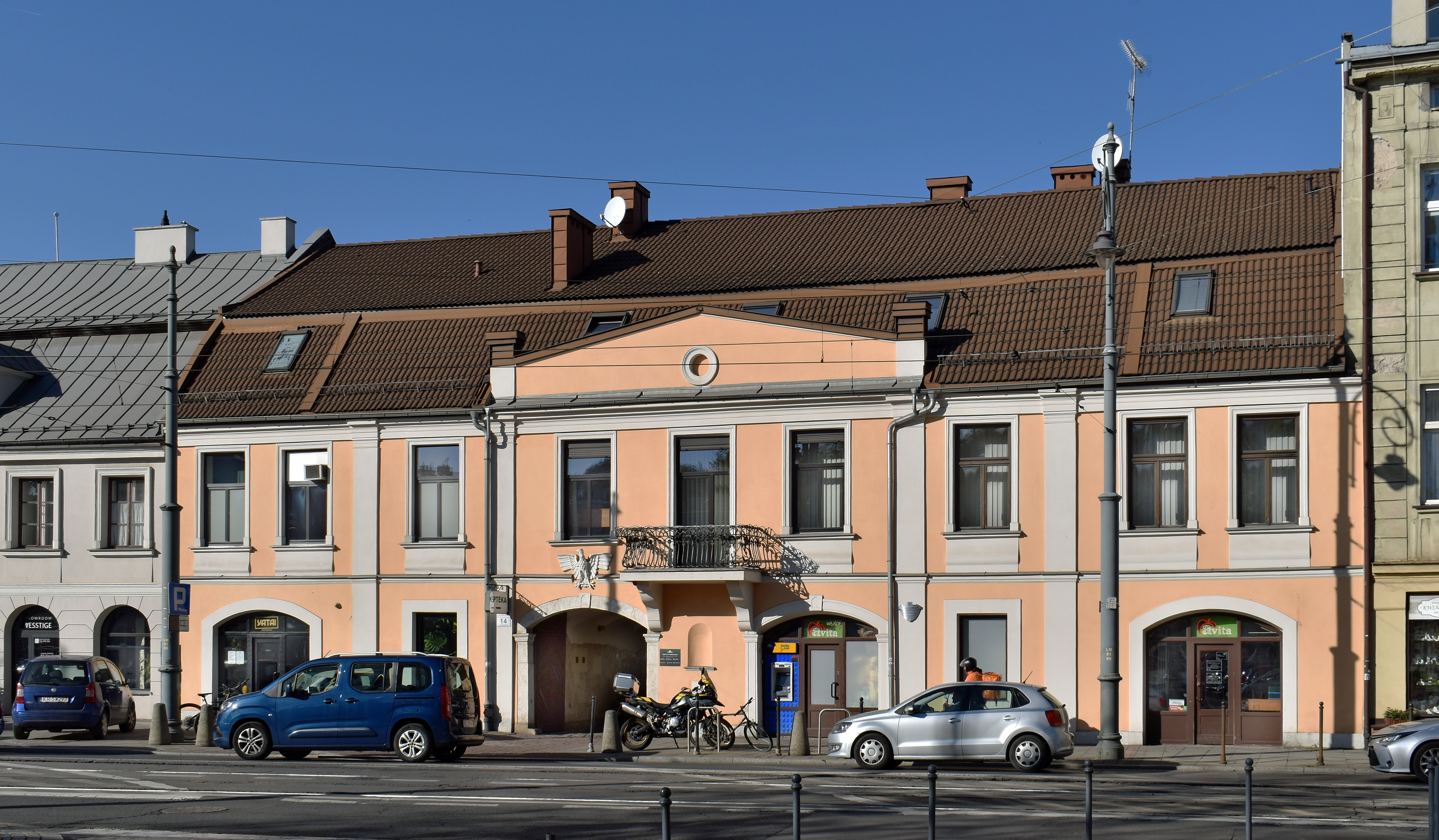
Rynek Podgórski 14 Dworek Pod Białym Orłem